# 643 (numero)
Seicentoquarantatré (643) è il numero naturale dopo il 642 e prima del 644.

## Proprietà matematiche
- È un numero dispari.
- È un numero difettivo.
- È un numero primo.
  - È un numero primo troncabile a sinistra.
- È un numero palindromo e un numero ondulante nel sistema di numerazione posizionale a base 11 (535).
- È un numero fortunato.
- È un numero malvagio.
- È un numero nontotiente in quanto dispari e diverso da 1.
- È un numero intero privo di quadrati.
- È parte della terna pitagorica (643, 206724, 206725).

## Astronomia
- 643 Scheherezade è un asteroide della fascia principale del sistema solare.
- NGC 643 è un ammasso aperto della costellazione dell'Idra Maschio.

## Astronautica
- Cosmos 643 è un satellite artificiale russo.